# Verdis
Le Verdis, en forme longue la République libre du Verdis (en anglais : Free Republic of Verdis), est une micronation, proclamée le 30 mai 2019 par Daniel Jackson sur un territoire situé sur la rive ouest du Danube, à la frontière entre la Croatie et la Serbie. Il revendique une petite parcelle de terre, au bord du Danube, appelée Poche 3, près de Liberland. En raison du différend frontalier entre la Croatie et la Serbie, certaines terres sont revendiquées par les deux pays, d'autres non,,.